# António Dias Ferreira
António Dias Ferreira (Pombeiro da Beira, 1 de abril de 1840 - Pombeiro da Beira, 9 de fevereiro de 1902) foi um prelado português da Igreja Católica, bispo-prelado de Moçambique e bispo de Angola e Congo.

## Biografia
Nascido em Vila Nova de Pombeiro da Beira, em Arganil, e depois de seus estudos, viveu no Brasil. Foi ordenado padre em 20 de dezembro de 1862.
Como padre, serviu na paróquia de Carnaxide, foi prior da freguesia de Santa Engrácia entre 1872 e 1886, também sendo desembargador da Relação e Cúria Patriarcal.
Por decreto de 25 de janeiro de 1887, foi apresentado como bispo-prelado de Moçambique, sendo confirmado pelo Papa Leão XIII em 14 de março como bispo-titular de Termópilas e consagrado em 24 de abril do mesmo ano no Convento dos Inglesinhos por Dom Vincenzo Vannutelli, núncio apostólico em Portugal, coadjuvado por Dom João Rebelo Cardoso de Meneses, bispo-coadjutor de Lamego e por Dom Manuel Correia de Bastos Pina, bispo de Coimbra.
Partiu para Lourenço Marques em 18 de fevereiro de 1889 e, em 1 de junho de 1891, foi transferido para a Diocese de Angola e Congo,  onde fez sua entrada solene em 12 de abril de 1892. De toda sorte, permaneceu em Luanda até 11 de julho de 1899, retirando-se para Portugal por conta dos problemas de saúde que passaram a lhe afligir. Acabou por renunciar ao bispado em 7 de março de 1901.
Faleceu em Pombeiro da Beira, em 9 de fevereiro de 1902.